# Ringer-Europameisterschaften 1911
Die Ringer-Europameisterschaften 1911 fanden vom 24. bis zum 26. März 1911 in Budapest statt und wurden ausschließlich im griechisch-römischen Ringen durchgeführt. Parallel kamen auch die Europameisterschaften im Gewichtheben zur Austragung.

## Resultate
Zur Austragung kamen vier Gewichtsklassen.
| Gewichtsklasse             | Gold                            | Silber                            | Bronze           |
| -------------------------- | ------------------------------- | --------------------------------- | ---------------- |
| Federgewicht (bis 66,6 kg) | Károly Márton (MTK Budapest)    | Walter Sohn (Berlin)              | Jenő Dulin       |
| Leichtgewicht (bis 73 kg)  | Mihály Grozescu (Nemzeti AC)    | József Sugár (A)                  | Mihály Csapitzky |
| Mittelgewicht (bis 93 kg)  | Harald Christensen (Kopenhagen) | József Maróthy (BAC)              | János Hudák      |
| Schwergewicht (über 93 kg) | Rudolf Grüneisen (Berlin)       | Søren Marinus Jensen (Kopenhagen) | József Előd      |

## Medaillenspiegel
| Platz | Land            | Gold | Silber | Bronze | Gesamt |
| ----- | --------------- | ---- | ------ | ------ | ------ |
| 1.    | Ungarn          | 2    | 2      | 4      | 8      |
| 2.    | Deutsches Reich | 1    | 1      | 0      | 2      |
| 2.    | Dänemark        | 1    | 1      | 0      | 2      |